# Faro de Chipiona
Faro de Chipiona är en fyr i Spanien. Den står i provinsen Provincia de Cádiz och regionen Andalusien, i den sydvästra delen av landet, 500 km sydväst om huvudstaden Madrid. Faro de Chipiona ligger 5 meter över havet.
Terrängen runt Faro de Chipiona är platt. Havet är nära Faro de Chipiona åt nordväst. Runt Faro de Chipiona är det tätbefolkat, med 286 invånare per kvadratkilometer. Närmaste större samhälle är Sanlúcar de Barrameda, 9,2 km nordost om Faro de Chipiona. Trakten runt Faro de Chipiona består till största delen av jordbruksmark.